# Mont Chenaillet
Le mont Chenaillet est une montagne de 2 650 m d'altitude qui fait partie du massif du Queyras dans les Alpes. Elle est située dans les Hautes-Alpes près de la frontière italienne.

## Géographie

### Accès
On peut accéder au mont Chenaillet à partir de la station de Montgenèvre, en passant par le Collet Vert (2 037 m) ou le sentier géologique à partir du télésiège des Chalmettes. Un autre accès peut se faire depuis le versant sud, en partant de Cervières.

### Hydrographie
La Durance y prend sa source.

### Géologie
Le Chenaillet est une curiosité géologique reconnue. Ses étranges roches arrondies et vertes, appelées pillow lavas, ont longtemps animé le débat chez les géologues. On y trouve des basaltes en coussins, des gabbros, des serpentinites,,,. Ces roches sont des vestiges d'une ancienne lithosphère océanique obduite sur le continent lors de la convergence des plaques : le mont Chenaillet est donc une ophiolite. Le basalte et le gabbro résultent du refroidissement du magma produit par d'anciens volcans sous-marins formant les dorsales océaniques ; la serpentinite provient de péridotite, roche constitutive du manteau de la Terre, qui a été altérée par la circulation d'eau. Ainsi le mont Chenaillet est une relique d'un ancien océan qui s'est formé il y a 155 millions d'années, et qui a disparu lors de la formation des Alpes.
Selon des géologues : « Le rapprochement avec les fonds sous-marins a été fait [dans les années 1970] quand on a commencé à observer les dorsales et la forme des volcans sous-marins [...] quand la plaque océanique africaine s'est glissée sous la plaque continentale [européenne], une écaille s'est détachée du fond océanique et a surfé jusqu'à se retrouver posée sur la partie continentale européenne ».

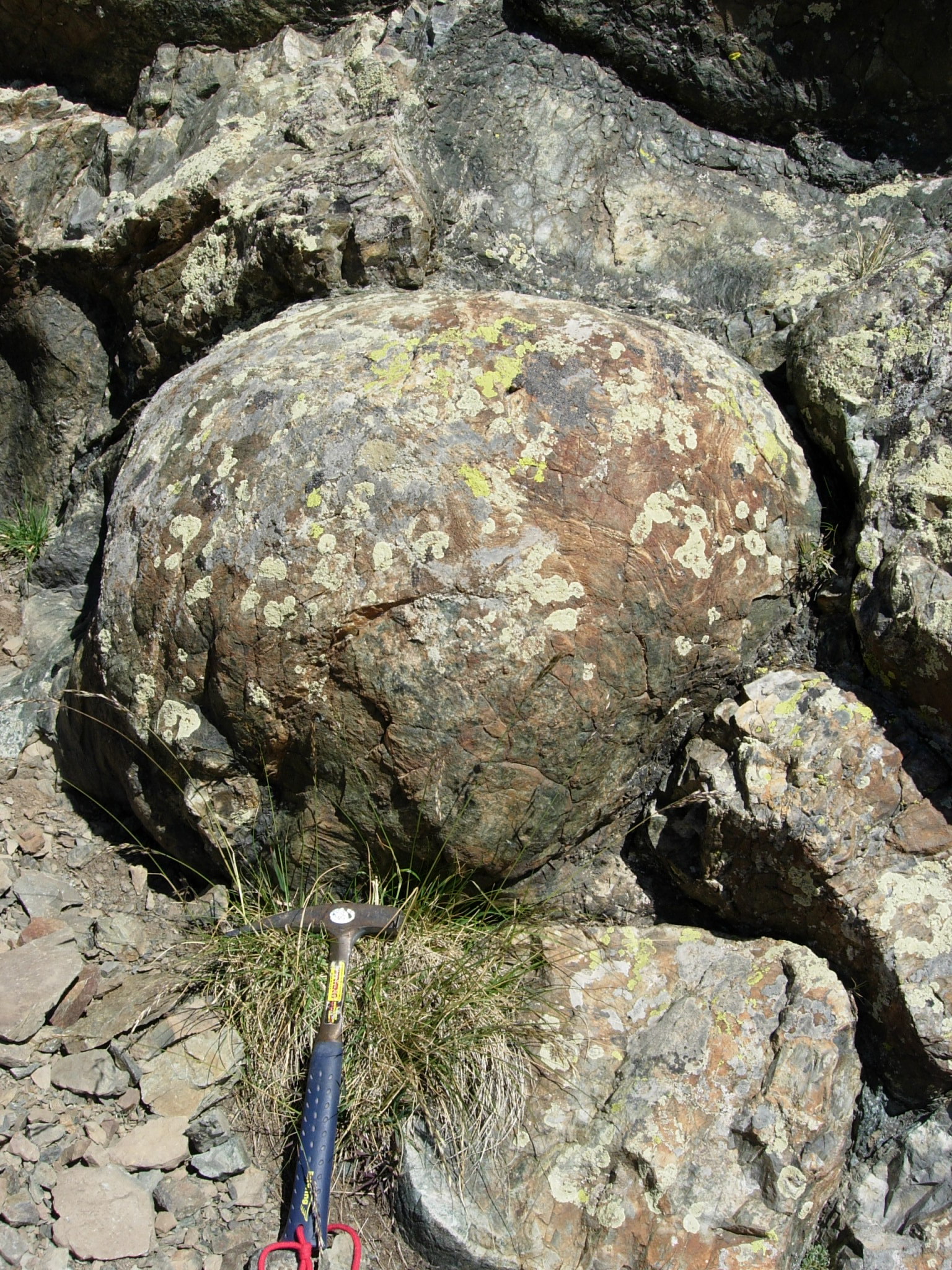
Basaltes en coussin.
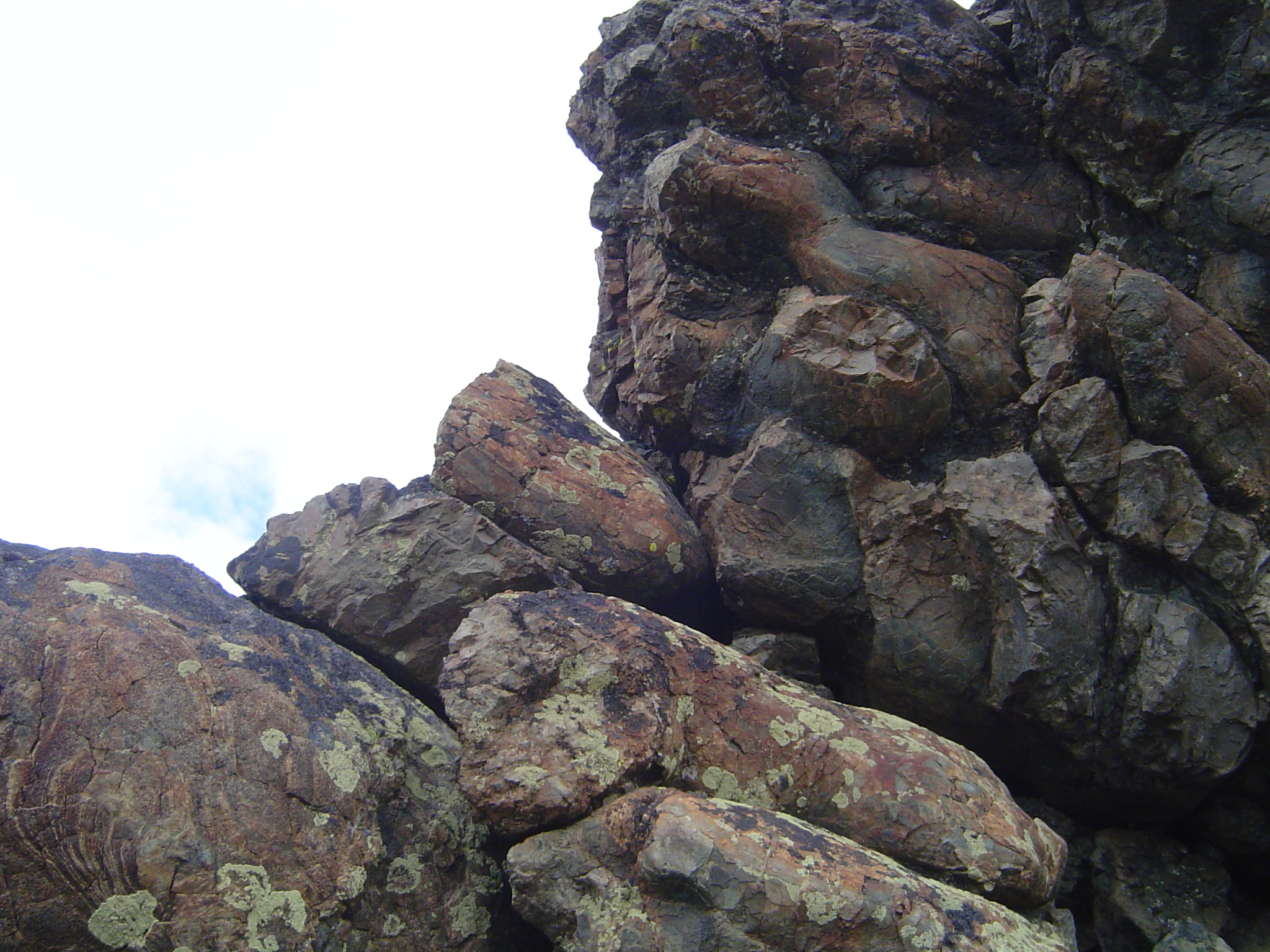
Basalte en coussins (pillow lava).
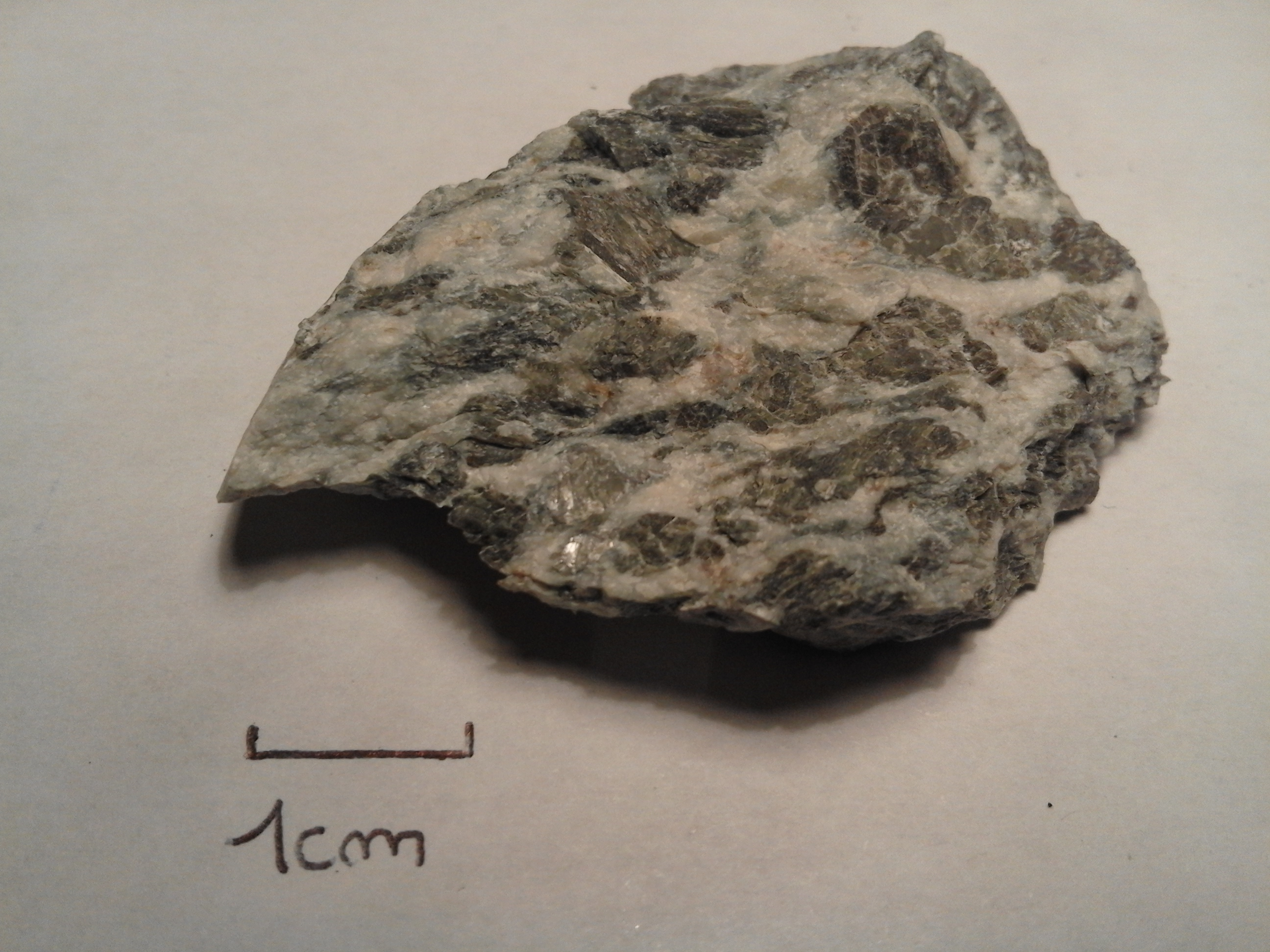
Gabbro vert.

## Histoire
Le mont Chenaillet fait partie du système de défense organisé par la France dans le Briançonnais grâce à sa position géographique de la ligne de partage des eaux et protégé par ses hautes montagnes. Depuis Louis XIV, des forts Vauban à la ligne Maginot, la frontière n’a pas cessé de se fortifier.

### Ouvrage du Chenaillet
La construction d'un ouvrage d'infanterie, rattaché au secteur du Dauphiné de la ligne Maginot, est entreprise en 1931 près du sommet. En 1932, le sommet s'affaisse dans les galeries, ce qui entraine l'abandon des travaux. La position, composée ensuite de simples postes de combats en pierre sèche, est renforcée en 1939-1940 par la construction d'un nouvel ouvrage d'avant-poste souterrain constitué d'éléments préfabriqués qui restera inachevé. Le 21 juin 1940, la section du 72e bataillon alpin de forteresse qui l'occupe est faite prisonnière par les assaillants italiens très supérieurs en nombre, au prix de 2 morts. C'est un des rares éléments d'avant-poste à avoir été pris par les italiens,. En 1944, un bataillon italien-allemand s'en empare malgré la présence de troupes françaises et marocaines ; on retrouve encore de nombreux éclats d'obus à même le sol.